# Метелик (зоряне скупчення)
Метелик (також відомо як Мессьє 6 (М6) таNGC 6405) — розсіяне зоряне скупчення в сузір'ї Скорпіона.

## Історія відкриття
Скупчення було відкрито Джованні Баттістою Годіерною до 1654. У 1764 Чарльз Мессьє каталогізував його під номером 6 у своєму каталозі кометоподобних об'єктів.

## Цікаві характеристики
Оцінки відстані до скупчення змінювалися з роками. Сьогодні відстань за різними оцінками становить 1600 світлових років, з чого випливає, що його просторові розміри становить 12 світлових років. Більшість яскравих зірок скупчення є гарячими блакитними гігантами спектрального класу B, однак найяскравіша зірка є помаранчевим гігантом класу K. Ця зірка, відома як BM Скорпіона, класифікується як напівправильна змінна зірка з яскравістю, котра змінюється від 5,5 до 7,0 зоряної величини. На кольорових фотографіях ця помаранчева зірка різко контрастує з блакитними сусідами по скупченню.

## Спостереження

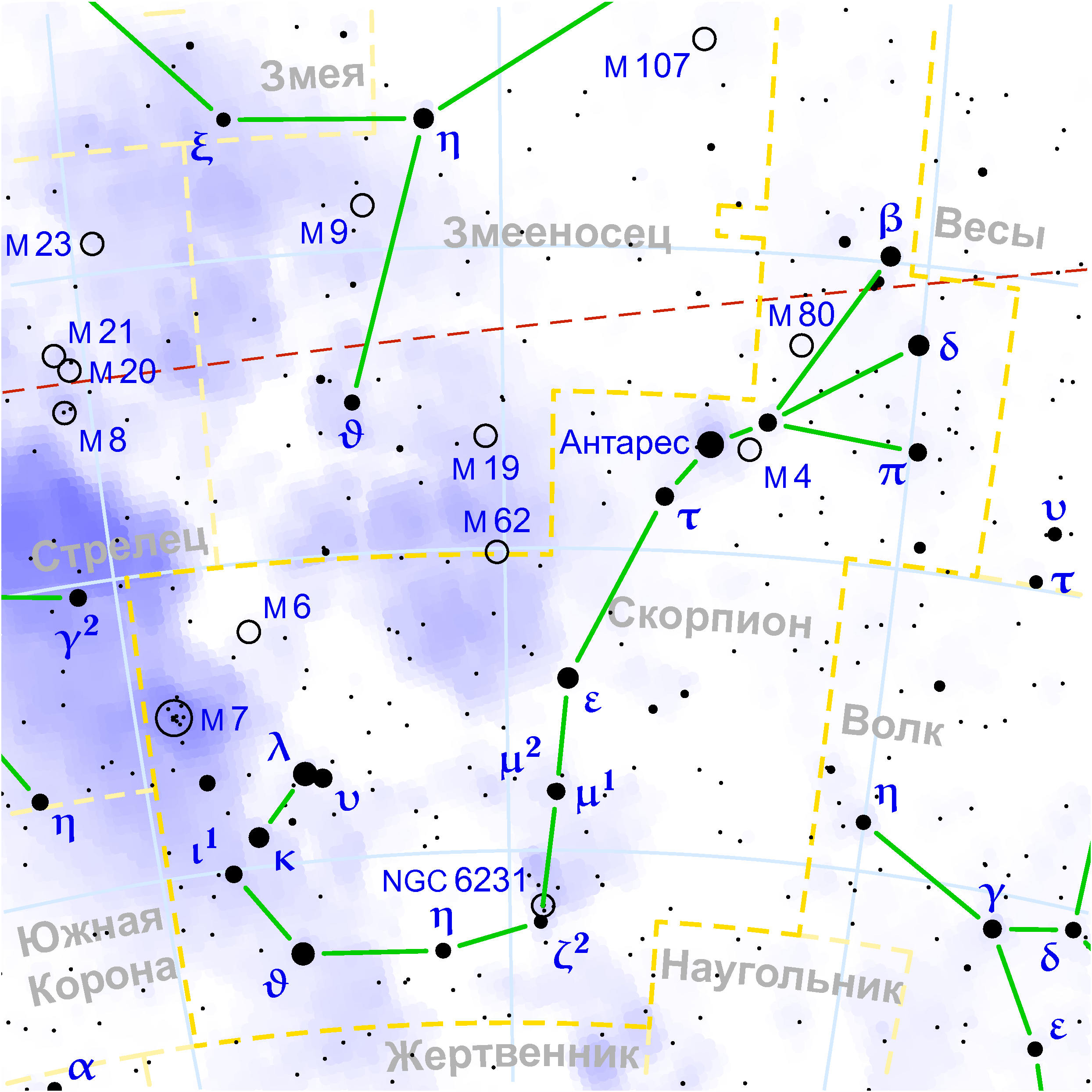
Скупчення Метелик у сузір'ї Скорпіона

Це скупчення краще спостерігати влітку в південних широтах (наприклад, на широті Сочі або Криму). На чистому небі скупчення у вигляді тьмяної плямочки видно неозброєним оком. У бінокль помітна зоряна природа цього об'єкта. У телескоп середньої апертури це розсіяне скупчення розпадається на три-чотири десятки зірок різної яскравості і стає видна дзеркальна симетрія у їх розміщенні. Малюнок зоряних ланцюжків дивно симетричний і нагадує постать метелики з розкладеними крилами та V-подібними вусиками.

### Сусіди по небу з каталогу Мессьє
- M7 — (на південний схід) «Скупчення Птоломея» видиме неозброєним оком як компактна хмарка над «хвостом» Скорпіона;
- M4 — (на північний захід) кулясте скупчення у Антареса (альфи Скорпіона);
- M8 — (на північний схід, у Стрільці) туманність «Лагуна»

### Послідовність спостереження в «Марафоні Мессьє»
… M21 → М7 →М6 → M22 → M28 …